# 久罗·普察尔
久罗·普察尔（發音：[dʑûro pǔtsar]；1899年12月13日—1979年4月12日）是南斯拉夫工人运动领袖，军人，铁托的亲密战友。